# Distretto di Khaki Safed
Il distretto di Khaki Safed è un distretto nella provincia di Farah, nell'Afghanistan occidentale. La popolazione, stimata in 43.000 abitanti nell'ottobre 2004, è prevalentemente Pashtun con una minoranza tagika. Il villaggio principale, Khaki Safed (conosciuto anche come Alagadari) si trova al centro del distretto a 676 m s.l.m.

## Sicurezza e Politica
Il 17 novembre 2009 i talebani catturarono 5 civili. Due vennero accusati di spionaggio e decapitati mentre gli altri tre vennero in seguito liberati. Secondo Faqir Mohammad Askar, capo della polizia provinciale, le vittime erano dipendenti governativi innocenti.